# Nikolái Koloméitsev
Nikolái Nikoláievich Koloméitsev, también transcrito Koloméytsev (en ruso: Николай Николаевич Коломейцев; Pokrovka, cerca de Jersón, Ucrania (entonces parte del Imperio ruso), 16 de julio de 1867 - París, 6 de octubre de 1944) fue un oficial naval y explorador del Ártico ruso, recordado por haber participado en la Expedición Polar rusa (1900-03) y como héroe militar en la guerra ruso-japonesa.

## Biografía

### Primeros años
Nikolái Koloméitsev nació en 1867 en el pueblo de Pokrovka, cerca de Jersón, en Ucrania (entonces parte del Imperio ruso). Entró en servicio militar en 1884 y se graduó como oficial de la Marina Imperial Rusa en 1887. Fue ascendido a teniente en diciembre de 1893. En 1894-95, fue asignado a la Flota del Pacífico, y después de graduarse en la escuela de minas de guerra, sirvió en varios buques que operaban en Siberia.
Koloméitsev se convirtió en miembro de la Expedición de Reconocimiento del mar Blanco de la Jefatura Hidrográfica. También tomó parte en una expedición al golfo de Yeniséi dirigida por Leonid Dobrotvorski, que le dio experiencia en la navegación en aguas árticas.

### Expedición Polar rusa

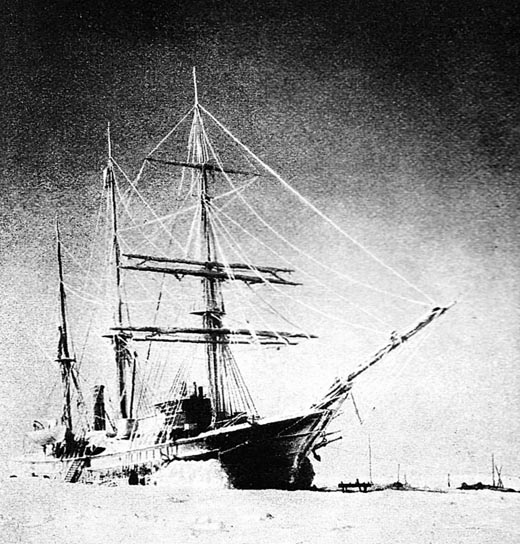
El barco polar ruso Zaryá, en 1902

En 1900, el barón Eduard Toll, un experimentado explorador polar, fue elegido para dirigir una nueva expedición de la Academia de Ciencias de San Petersburgo a las islas de Nueva Siberia, la que será conocida como Expedición Polar rusa, con el bergantín a vapor  Zaryá (Заря). El principal objetivo de la expedición era encontrar la legendaria Tierra de Sánnikov, una tierra que Yákov Sánnikov pretendió haber visto durante su expedición cartográfica de 1809-1810 a esas islas de Nueva Siberia. La expedición comenzó con el entonces teniente Koloméitsev como comandante de la nave, Fiódor Matisen como oficial mayor y segundo al mando y Aleksandr Kolchak como tercer oficial naval e hidrógrafo. Todos estos oficiales tenían origen militar. En 1899, Toll y Matisen ya habían viajado juntos en el viaje inaugural del rompehielos Yermak, al mando de Stepán Makárov, a las costas de la isla Spitsbergen, en el archipiélago de las Svalbard.
Koloméitsev supervisó el equipamiento del Zaryá en el astillero de Colin Archer en Larvik, Noruega. La expedición zarpó de San Petersburgo el 7 de julio de 1900. Pronto hubo fricción entre Toll y Koloméitsev sobre el tratamiento de la tripulación. Koloméitsev, como oficial naval clásico de la Marina imperial rusa, trató de mantener distancia con los hombres e imponer duros castigos por mal comportamiento. Pero Toll (más en consonancia con el espíritu de la época en Rusia) anhelaba la camaradería y trataba a los marineros comunes como iguales. Por lo tanto, ambos hombres se sacaban mutuamente de los nervios. Koloméitsev interpretaba la actitud de Toll como un menoscabo de su autoridad como comandante de la nave. Debido a las condiciones claustrofóbicas en el barco durante la primera invernada del Zaryá cerca de la isla Taymyr (un lugar que Toll bautizó como bahía Colin Archer (Bujta Kolin Árchera), en memoria del armador que preparó el Zaryá), los desacuerdos entre Toll y Koloméitsev se volvieron insalvables.
Finalmente Toll recurrió a un procedimiento inusual y decidió enviar a Koloméitsev lejos, acompañado por el oficial cosaco Stepán Rastorgúyev, en un largo viaje por tierra en trineo con la misión de organizar depósitos de carbón para la nave en la isla Kotelny y en isla Dikson, así como llevar el correo de la expedición a Dudinka. Koloméitsev y Rastorgúyev tuvieron éxito en su viaje. En un mes cubrieron una distancia de unos 600 km desde la bahía de Colin Archer, al suroeste de la Isla de Taimir, hasta Dikson.
Después de que Koloméitsev hubiese sido relevado de sus funciones, Fiódor Matisen fue promovido a comandante del Zaryá. Toll no pudo ocultar su alivio al ver la marcha de Koloméitsev. Años más tarde, la baronesa Emmy von Toll, la viuda de Eduard Toll, restó importancia al hecho de que hubiera fuertes discrepancias entre la "vieja escuela" del capitán Koloméitsev y su marido de mente igualitaria. Durante la edición de diario de su marido, declaró: «Además, he omitido como no esenciales los detalles de las relaciones mutuas entre los miembros de la expedición».

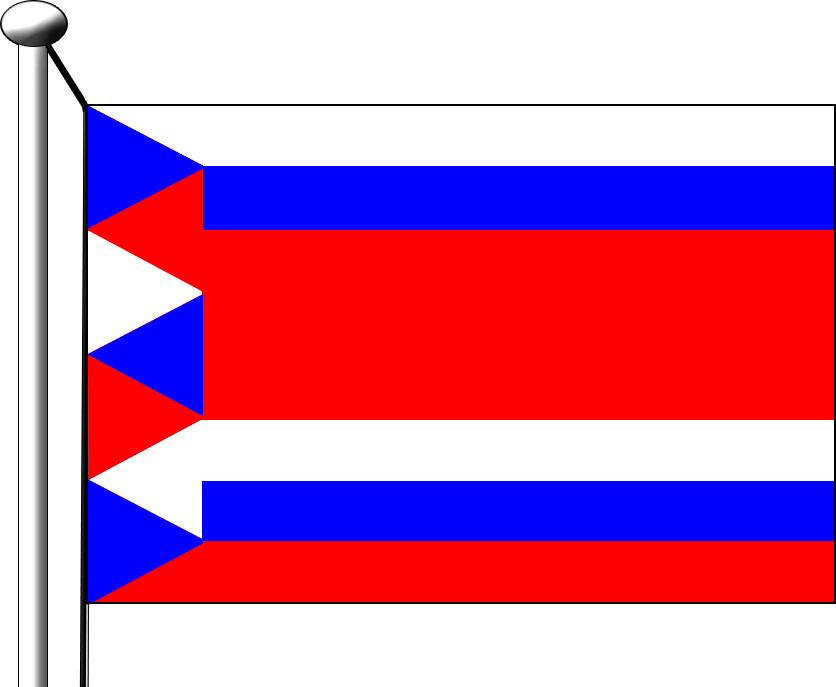
Bandera del Nevski flot.

Aparentemente, Koloméitsev era uno de los pocos partidarios de la Rusia Imperial en la expedición, ya que incluso el capitán Matisen, durante la última parte del viaje, en las islas de Nueva Siberia, izó en el mástil del Zaryá en lugar de la bandera de la Armada Imperial Rusa, la bandera del Club de Yates del Nevá (en ruso, Невский флот; Nevski Flot o Flota del Nevá). Esa bandera ondeó sobre el Zaryá hasta que fue hundido.
Koloméitsev escribió dos libros acerca de su viaje con la Expedición Polar rusa, uno de ellos publicado en 1901 por la Academia Imperial Naval (Izvéstiya Imperátorskoy Akadémii Naúk) y el otro en 1902 por la Sociedad Geográfica Imperial (Izvéstiya Imperátorskago Rússkago Geografícheskago Óbschestva).
En 1902-04, Koloméitsev comandó el rompehielos Yermak, uno de los primeros rompehielos verdaderos del mundo. Fue ascendido al rango de capitán de 2.ª el 6 de diciembre de 1904.

### Guerra ruso-japonesa
Durante la guerra ruso-japonesa, Koloméitsev fue capitán de la lancha torpedera Buiny (Буйный) con el 2.º Escuadrón del Pacífico, que vio la acción durante la batalla de Tsushima. Se convirtió en un héroe en la batalla cuando trajo su barco junto al incendiado buque insignia, el Kniaz Suvórov. Rescató del hundimiento del acorazado al vicealmirante Zinovi Rozhéstvenski, herido en la cabeza por un proyectil, así como a parte de la tripulación. El vicealmirante Rozhéstvenski fue trasladado al torpedero Bedovy (Бедовый). El Buiny, el barco de Koloméitsev, volvió a Vladivostok y fue hundido por el fuego de artillería del crucero Dmitri Donskói. Koloméitsev, también gravemente herido, fue capturado por los japoneses con las tripulaciones del Dmitri Donskói, Buiny y Oslabya en la isla Dajelet. El Almaz, el Bravy y el Grozny fueron los únicos tres barcos que regresaron a Vladivostok después de la batalla de Tsushima.

### Carrera naval
Después de la derrota de Rusia ante Japón, Koloméitsev sirvió como oficial ejecutivo en el acorazado Andréi Pervozvanny a finales de 1906. Se graduó en la Academia Naval Marítima de Ciencias en 1908, y se le asignó el mando de la crucero Almaz  y fue ascendido a capitán de primera el 6 de diciembre de 1909. En 1910, Nikolái Koloméitsev, con casi cuarenta años, se casó con Nina Dmítrievna Nabókova, tía del escritor Vladímir Nabókov. Desde noviembre de 1910 hasta diciembre de 1913, comandó el acorazado Slava. El 6 de diciembre de 1913, Koloméitsev fue ascendido al rango de contralmirante.

### Primera Guerra Mundial y revolución rusa
Con el inicio de la Primera Guerra Mundial en 1914, Koloméitsev comandó el escuadrón de cruceros de la Flota del Báltico. Se retiró del servicio activo el 6 de octubre de 1917 con el grado de vicealmirante. Durante la Revolución Rusa de 1917, fue arrestado por el gobierno bolchevique en 1917 y encarcelado en la fortaleza de San Pedro y San Pablo en Petrogrado. Escapó en 1918 y huyó por el hielo a Finlandia. En 1918, se unió al Ejército de Voluntarios del movimiento Blanco y las Fuerzas Armadas del Sur de Rusia y fue asignado al comando de las fuerzas navales anti-bolcheviques en el mar Báltico.

### Exilio y muerte
Sin embargo, después de la caída del movimiento Blanco en la guerra civil rusa, Koloméitsev fue al exilio con su esposa en Francia. Se desempeñó como vicepresidente de la Unión Caballeros de San Jorge en Francia.
Koloméitsev murió en París en 1944 después de haber sido atropellado por una camioneta del ejército de los Estados Unidos. Está enterrado en el Cementerio ruso de Sainte-Geneviève-des-Bois.

## Obras
Koloméitsev publicó varias obras, siendo las principales:
- Otchiot plávanii yachty "Zaryá" s iyunya po sentyabr' 1900g. Izvestiya Imperatorskoy Akademii Nauk. San Petersburgo, 1901.
- Rússkaya polyárnaya expedítsia pod nachál'stvom barona Tollya. Izvestiya Imperatorskago Russkago Geographicheskago Obschestva. San Petersburgo, 1901.
- Chernovikí zaveschániia. París 1924.

## Honores
Durante su vida Koloméitsev recibió muchos reconocimientos, en su mayoría por sus hazañas militares:
- Medalla de plata por salvar la vida (1890) con el arco (1893);
- Oficial de la Real Orden de Camboya, colonial francés (1895);
- Caballero de tercera clase de la Orden de Santa Ana (1895);
- Medalla de plata para conmemorar el reinado del emperador Alejandro III (1896);
- Medalla de Oro por salvar la vida (1896);
- Medalla de plata en memoria de la Sagrada Coronación de Sus Majestades Imperiales (1898);
- Medalla de bronce en memoria de la guerra en China (1902);
- Caballero de tercera clase de la Orden de San Estanislao con espada, (1904);
- Caballero de cuarta clase de la Orden de San Vladimiro con espadas y arco, (1904);
- Medalla de bronce en memoria de la guerra con Japón en 1904-190 (1906);
- Espada de Oro de San Jorge "por su valentía" (1 de agosto de 1906);
- Caballero de cuarta clase de la Orden de San Jorge (1907);
- Comendador de honor de la Real Orden Victoriana, Reino Unido (1908);
- Distinción de oro en memoria por completar el curso del Cuerpo de Ciencias de la Marina (1910);
- Medalla de bronce en memoria de los 300 años de reinado de los Románov (1913);
- Caballero de tercera clase de la Orden de San Vladimiro (1913)
- Legión de Honor, Comendador, Francia (1914);
- Medalla de bronce en memoria del 200.º aniversario de la victoria de Gangutskaya;
- Caballero de primera clase de la Orden de San Estanislao (1916).

### Reconocimientos
Dado que fue un héroe de guerra, y a pesar de haber apoyado al movimiento Blanco, Nikolái Koloméitsev también fue honrado por el régimen de la URSS bautizando en su memoria algunos accidentes geográficos:
- islas Koloméitsev, un pequeño grupo de islas en el archipiélago de Nordenskiöld;
- la bahía Koloméitsev, un pequeño entrante en la bahía Middendorff, en el mar de Kara;
- el monte Koloméitsev (gorá Koloméitseva), una montaña en la pequeña isla de Rastorgüiev, en aguas de la bahía de Middendorff ((73°59′24″N 84°15′29″E / 73.990, 84.258);
- el río Koloméitsev (reká Koloméitseva), un pequeño río costero que desagua en el mar de Kara, al suroeste de la isla de Taimir (75°50′24″N 95°49′12″E / 75.840, 95.820);

También se bautizó en su honor un barco de reconocimiento costero, el Nikolái Koloméitsev, construido en 1972.